# Forteresse d'Amman
Pour les articles homonymes, voir Amman (homonymie).
Forteresse franque d'Outre-Jourdain, appelée aussi Ahamant, la forteresse d'Amman fut donnée à l'ordre du Temple par Philippe de Milly quand il entra au Temple et en devint le maître en 1166.